# پل تاریخی مصلی
پل تاریخی مصلی مربوط به دوره قاجار است و در شهرستان بروجن، بلوار ساحلی واقع شده و این اثر در تاریخ ۱۰ مهر ۱۳۸۰ با شمارهٔ ثبت ۴۲۰۵ به‌عنوان یکی از آثار ملی ایران به ثبت رسیده است.